# 酒類取締局

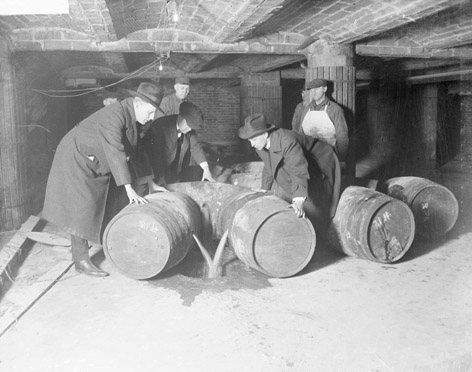
酒樽を破壊する酒類取締局の職員（1921年）

酒類取締局（しゅるいとりしまりきょく、英: Bureau of Prohibition、Prohibition Unit）とは、1919年のボルステッド法を執行するために設立された、かつてのアメリカ合衆国の警察組織である。酒類の製造・販売・流通を禁ずるアメリカ合衆国憲法修正第18条の履行を任じられた。1920年に設立された当初、これは歳入庁の一部門だった。1927年4月1日、財務省下の独立組織となり、名称が "Prohibition Unit" から "Bureau of Prohibition" へ変更された。
酒類取締局の調査官は "Prohibition Agents"、あるいはくだけて "prohis" と呼ばれた。最も有名な職員はエリオット・ネスである。その他、ここに勤務した経歴を持つ著名人には、かつてのテキサス・レンジャーであるフランク・ハマー、熱血漢チェロキー Tom Threepersons、シカゴ市民 Pat Roche がいる。酒類取締局の歴史上、一番の検挙成績を上げたのはニューヨークの事務所で働いた Izzy Einstein と Moe Smith のコンビである。
1930年7月1日、酒類取締局は財務省から司法省へ移管された。1933年のはじめ、フランクリン・ルーズベルトが主導した抱き合わせの犯罪対策法案 (Omnibus Crime Bill) の一環として、酒類取締局は短期間ながら連邦捜査局 (FBI、当時は "Division of Investigation" という名称) へ吸収された。この時は「アルコール飲料部隊」（Alcohol Beverage Unit）となった。名目上は FBI の一部であったものの、ジョン・エドガー・フーヴァーは酒類の統制とそれにつきものの汚職を防ぎたいと考えていたため、実際上はその部隊を独立した自律的なものとして扱った。
1933年12月にボルステッド法が廃止されると、部隊は FBI および司法省から財務省へ戻され、酒税部隊（Alcohol Tax Unit）として歳入庁内という元の鞘に収まり、最終的にアルコール・タバコ・火器及び爆発物取締局 (ATF) へ改組された。